# VfB Stuttgart/Namen und Zahlen

Vereinswappen des VfB Stuttgart

Vereinswappen 1998–2014

Wichtige Namen und Zahlen, welche die Fußballabteilung des VfB Stuttgart betreffen und die nur in Listenform dargestellt werden können, können neben dem Text mit der momentanen Software in der Wikipedia nur unzureichend dargestellt werden. Daher wird diese Seite genutzt, um im Hauptartikel auf diese Daten hinführen zu können, ohne dass der Artikel selbst dadurch überladen und eine anschauliche Formatierung unmöglich wird.

## Größte Erfolge

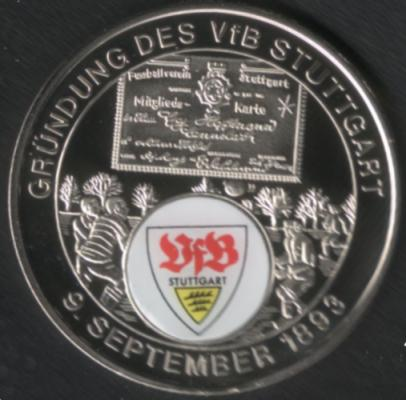
VfB-Stuttgart-Medaille

### Meisterschaftserfolge
- Deutscher Meister 1950 (gegen die Kickers Offenbach), 1952 (gegen den 1. FC Saarbrücken), 1984, 1992, 2007
- Deutscher Vizemeister 1935 (gegen den FC Schalke 04), 1953 (gegen den 1. FC Kaiserslautern), 1979, 2003, 2024
- Süddeutscher Meister 1946, 1952, 1954
- Württembergisch-badischer Meister 1927
- Württembergischer Meister 1930, 1935, 1937, 1938, 1941
- Amerikanischer Zonenmeister 1946
- Zweitligasüd-Meister 1977
- Meister der 2. Fußball-Bundesliga 2017

### Pokalerfolge
- DFB-Pokalsieger: 1954 (gegen den 1. FC Köln), 1958 (gegen Fortuna Düsseldorf), 1997 (gegen Energie Cottbus), 2025 (gegen Arminia Bielefeld)
- DFB-Pokalfinalist 1986 (gegen den FC Bayern München), 2007 (gegen den 1. FC Nürnberg), 2013 (gegen den FC Bayern München)
- Deutscher Supercupsieger 1992
- Süddeutscher Pokalsieger 1933, 1958
- DFB-Hallenpokal Finalist 1989, 1993

### Ligapokalerfolge
- Fuji-Cup-Sieger 1989
- Premiere-Ligapokalfinalist 1997, 1998 (jeweils gegen den FC Bayern München), 2005 (gegen den FC Schalke 04)

### Internationale Erfolge
- UEFA-Cup-Finalist 1989 (gegen den SSC Neapel)
- UEFA-Cup-Halbfinalist 1974 (gegen Feyenoord Rotterdam) und 1980 (gegen Borussia Mönchengladbach)
- Finalist im Europapokal der Pokalsieger 1998 (gegen den FC Chelsea)
- UI-Cup-Sieger 2000, 2002, 2008

| Liste der Europapokalspiele des VfB Stuttgart | Liste der Europapokalspiele des VfB Stuttgart | Liste der Europapokalspiele des VfB Stuttgart | Liste der Europapokalspiele des VfB Stuttgart | Liste der Europapokalspiele des VfB Stuttgart | Liste der Europapokalspiele des VfB Stuttgart | Liste der Europapokalspiele des VfB Stuttgart |
| --- | --------------------------------------------- | --------------------------------------------- | --------------------------------------------- | --------------------------------------------- | --------------------------------------------- | --------------------------------------------- |
| \| Saison \| Wettbewerb \| Runde \| Gegner \| Gesamt \| Hin \| Rück \| \| ------- \| ----------------------------- \| ---------------------- \| ---------------------------- \| --------------- \| ---------------- \| ------------- \| \| 1964/65 \| Messestädte-Pokal \| 1. Runde \| Boldklubben 1913 Odense \| 4:1 \| 3:1 (A) \| 1:0 (H) \| \| 1964/65 \| Messestädte-Pokal \| 2. Runde \| Dunfermline Athletic \| 0:1 \| 0:1 (A) \| 0:0 (H) \| \| 1966/67 \| Messestädte-Pokal \| 1. Runde \| FC Burnley \| 1:3 \| 1:1 (H) \| 0:2 (A) \| \| 1969/70 \| Messestädte-Pokal \| 1. Runde \| Malmö FF \| 4:1 \| 3:0 (H) \| 1:1 (A) \| \| 1969/70 \| Messestädte-Pokal \| 2. Runde \| SSC Neapel \| 0:1 \| 0:0 (H) \| 0:1 (A) \| \| 1973/74 \| UEFA-Pokal \| 1. Runde \| Olympiakos Nikosia \| 13:0 \| 9:0 (H) \| 4:0 (A) \| \| 1973/74 \| UEFA-Pokal \| 2. Runde \| 1. FC Tatran Prešov \| 8:4 \| 3:1 (H) \| 5:3 n. V. (A) \| \| 1973/74 \| UEFA-Pokal \| 3. Runde \| Dynamo Kiew \| 3:2 \| 0:2 (A) \| 3:0 (H) \| \| 1973/74 \| UEFA-Pokal \| Viertelfinale \| Vitória Setúbal \| 3:2 \| 1:0 (H) \| 2:2 (A) \| \| 1973/74 \| UEFA-Pokal \| Halbfinale \| Feyenoord Rotterdam \| 3:4 \| 1:2 (A) \| 2:2 (H) \| \| 1978/79 \| UEFA-Pokal \| 1. Runde \| FC Basel \| 7:3 \| 3:2 (A) \| 4:1 (H) \| \| 1978/79 \| UEFA-Pokal \| 2. Runde \| Torpedo Moskau \| 3:2 \| 1:2 (A) \| 2:0 (H) \| \| 1978/79 \| UEFA-Pokal \| 3. Runde \| FK Dukla Prag \| 4:5 \| 4:1 (H) \| 0:4 (A) \| \| 1979/80 \| UEFA-Pokal \| 1. Runde \| Turin Calcio \| (a)2:2(a) \| 1:0 (H) \| 1:2 (A) \| \| 1979/80 \| UEFA-Pokal \| 2. Runde \| Dynamo Dresden \| (a)1:1(a) \| 1:1 (A) \| 0:0 (H) \| \| 1979/80 \| UEFA-Pokal \| 3. Runde \| Grasshopper Club Zürich \| 5:0 \| 2:0 (A) \| 3:0 (H) \| \| 1979/80 \| UEFA-Pokal \| Viertelfinale \| Lokomotive Sofia \| 4:1 \| 3:1 (H) \| 1:0 (A) \| \| 1979/80 \| UEFA-Pokal \| Halbfinale \| Borussia Mönchengladbach \| 2:3 \| 2:1 (H) \| 0:2 (A) \| \| 1980/81 \| UEFA-Pokal \| 1. Runde \| Pezoporikos Larnaka \| 10:1 \| 6:0 (H) \| 4:1 (A) \| \| 1980/81 \| UEFA-Pokal \| 2. Runde \| FC Vorwärts Frankfurt (Oder) \| 7:2 \| 5:1 (H) \| 2:1 (A) \| \| 1980/81 \| UEFA-Pokal \| 3. Runde \| 1. FC Köln \| 4:5 \| 3:1 (H) \| 1:4 n. V. (A) \| \| 1981/82 \| UEFA-Pokal \| 1. Runde \| Hajduk Split \| 3:5 \| 1:3 (A) \| 2:2 (H) \| \| 1983/84 \| UEFA-Pokal \| 1. Runde \| DFS Lewski-Spartak Sofia \| 1:2 \| 1:1 (H) \| 0:1 (A) \| \| 1984/85 \| Europapokal der Landesmeister \| 1. Runde \| DFS Lewski-Spartak Sofia \| (a)3:3(a) \| 1:1 (A) \| 2:2 (H) \| \| 1986/87 \| Europapokal der Pokalsieger \| 1. Runde \| Spartak TAZ Trnava \| 1:0 \| 1:0 (H) \| 0:0 (A) \| \| 1986/87 \| Europapokal der Pokalsieger \| 2. Runde \| Torpedo Moskau \| 3:7 \| 0:2 (A) \| 3:5 (H) \| \| 1988/89 \| UEFA-Pokal \| 1. Runde \| Tatabányai Bányász SC \| 3:2 \| 2:0 (H) \| 1:2 (A) \| \| 1988/89 \| UEFA-Pokal \| 2. Runde \| Dinamo Zagreb \| 4:2 \| 3:1 (A) \| 1:1 (H) \| \| 1988/89 \| UEFA-Pokal \| 3. Runde \| FC Groningen \| 5:1 \| 3:1 (A) \| 2:0 (H) \| \| 1988/89 \| UEFA-Pokal \| Viertelfinale \| Real Sociedad \| 1:1 (4:2 i. E.) \| 1:0 (H) \| 0:1 n. V. (A) \| \| 1988/89 \| UEFA-Pokal \| Halbfinale \| Dynamo Dresden \| 2:1 \| 1:0 (H) \| 1:1 (A) \| \| 1988/89 \| UEFA-Pokal \| Finale \| SSC Neapel \| 4:5 \| 1:2 (A) \| 3:3 (H) \| \| 1989/90 \| UEFA-Pokal \| 1. Runde \| Feyenoord Rotterdam \| 3:2 \| 2:0 (H) \| 1:2 (A) \| \| 1989/90 \| UEFA-Pokal \| 2. Runde \| Zenit Leningrad \| 6:0 \| 1:0 (A) \| 5:0 (H) \| \| 1989/90 \| UEFA-Pokal \| 3. Runde \| Royal Antwerpen \| 1:2 \| 0:1 (A) \| 1:1 (H) \| \| 1991/92 \| UEFA-Pokal \| 1. Runde \| Pécsi Mecsek FC \| 6:3 \| 4:1 (H) \| 2:2 (A) \| \| 1991/92 \| UEFA-Pokal \| 2. Runde \| CA Osasuna \| 2:3 \| 0:0 (A) \| 2:3 (H) \| \| 1992/93 \| UEFA Champions League \| 1. Runde \| Leeds United \| 4:5 \| 3:0 (H) \| 0:3 (A) 1 \| \| 1992/93 \| UEFA Champions League \| 1. Runde \| Leeds United \| 4:5 \| 1:2 in Barcelona \| \| \| 1997/98 \| Europapokal der Pokalsieger \| 1. Runde \| ÍBV Vestmannaeyjar \| 5:2 \| 3:1 (A) \| 2:1 (H) \| \| 1997/98 \| Europapokal der Pokalsieger \| 2. Runde \| Germinal Ekeren \| 6:4 \| 4:0 (A) \| 2:4 (H) \| \| 1997/98 \| Europapokal der Pokalsieger \| Viertelfinale \| Slavia Prag \| 3:1 \| 1:1 (A) \| 2:0 (H) \| \| 1997/98 \| Europapokal der Pokalsieger \| Halbfinale \| Lokomotive Moskau \| 3:1 \| 2:1 (H) \| 1:0 (A) \| \| 1997/98 \| Europapokal der Pokalsieger \| Finale \| FC Chelsea \| 0:1 \| 0:1 in Solna \| 0:1 in Solna \| \| 1998/99 \| UEFA-Pokal \| 1. Runde \| Feyenoord Rotterdam \| 4:3 \| 1:3 (H) \| 3:0 (A) \| \| 1998/99 \| UEFA-Pokal \| 2. Runde \| FC Brügge \| 3:4 \| 1:1 (H) \| 2:3 n. V. (A) \| \| 2000/01 \| UEFA-Pokal \| 1. Runde \| Heart of Midlothian \| (a)3:3(a) \| 1:0 (H) \| 2:3 (A) \| \| 2000/01 \| UEFA-Pokal \| 2. Runde \| FC Tirol Innsbruck \| 3:2 \| 0:1 (A) \| 3:1 (H) \| \| 2000/01 \| UEFA-Pokal \| 3. Runde \| Feyenoord Rotterdam \| 4:3 \| 2:2 (A) \| 2:1 (H) \| \| 2000/01 \| UEFA-Pokal \| Achtelfinale \| Celta Vigo \| 1:2 \| 0:0 (H) \| 1:2 (A) \| \| 2002/03 \| UEFA-Pokal \| 1. Runde \| FK Ventspils \| 8:2 \| 4:1 (H) \| 4:1 (A) \| \| 2002/03 \| UEFA-Pokal \| 2. Runde \| Ferencváros Budapest \| 2:0 \| 0:0 (A) \| 2:0 (H) \| \| 2002/03 \| UEFA-Pokal \| 3. Runde \| FC Brügge \| 3:1 \| 2:1 (A) \| 1:0 (H) \| \| 2002/03 \| UEFA-Pokal \| Achtelfinale \| Celtic Glasgow \| 4:5 \| 1:3 (A) \| 3:2 (H) \| \| 2003/04 \| UEFA Champions League \| Gruppenphase \| Glasgow Rangers \| 2:2 \| 1:2 (A) \| 1:0 (H) \| \| 2003/04 \| UEFA Champions League \| Gruppenphase \| Manchester United \| 2:3 \| 2:1 (H) \| 0:2 (A) \| \| 2003/04 \| UEFA Champions League \| Gruppenphase \| Panathinaikos Athen \| 5:1 \| 2:0 (H) \| 3:1 (A) \| \| 2003/04 \| UEFA Champions League \| Achtelfinale \| FC Chelsea \| 0:1 \| 0:1 (H) \| 0:0 (A) \| \| 2004/05 \| UEFA-Pokal \| 1. Runde \| Újpest Budapest \| 7:1 \| 3:1 (A) \| 4:0 (H) \| \| 2004/05 \| UEFA-Pokal \| Gruppenphase \| KSK Beveren \| 5:1 \| 5:1 (A) \| 5:1 (A) \| \| 2004/05 \| UEFA-Pokal \| Gruppenphase \| Benfica Lissabon \| 3:0 \| 3:0 (H) \| 3:0 (H) \| \| 2004/05 \| UEFA-Pokal \| Gruppenphase \| SC Heerenveen \| 0:1 \| 0:1 (A) \| 0:1 (A) \| \| 2004/05 \| UEFA-Pokal \| Gruppenphase \| Dinamo Zagreb \| 2:1 \| 2:1 (H) \| 2:1 (H) \| \| 2004/05 \| UEFA-Pokal \| Sechzehntelfinale \| FC Parma \| 0:2 \| 0:0 (A) \| 0:2 n. V. (H) \| \| 2005/06 \| UEFA-Pokal \| 1. Runde \| NK Domžale \| 2:1 \| 2:0 (H) \| 0:1 (A) \| \| 2005/06 \| UEFA-Pokal \| Gruppenphase \| Stade Rennes \| 2:0 \| 2:0 (A) \| 2:0 (A) \| \| 2005/06 \| UEFA-Pokal \| Gruppenphase \| Schachtar Donezk \| 0:2 \| 0:2 (H) \| 0:2 (H) \| \| 2005/06 \| UEFA-Pokal \| Gruppenphase \| PAOK Thessaloniki \| 2:1 \| 2:1 (A) \| 2:1 (A) \| \| 2005/06 \| UEFA-Pokal \| Gruppenphase \| Rapid Bukarest \| 2:1 \| 2:1 (H) \| 2:1 (H) \| \| 2005/06 \| UEFA-Pokal \| Sechzehntelfinale \| FC Middlesbrough \| (a)2:2(a) \| 1:2 (H) \| 1:0 (A) \| \| 2007/08 \| UEFA Champions League \| Gruppenphase \| Glasgow Rangers \| 4:4 \| 1:2 (A) \| 3:2 (H) \| \| 2007/08 \| UEFA Champions League \| Gruppenphase \| FC Barcelona \| 1:5 \| 0:2 (H) \| 1:3 (A) \| \| 2007/08 \| UEFA Champions League \| Gruppenphase \| Olympique Lyon \| 2:6 \| 0:2 (H) \| 2:4 (A) \| \| 2008/09 \| UEFA-Pokal \| 2. Qualifikationsrunde \| Győri ETO FC \| 6:2 \| 2:1 (H) \| 4:1 (A) \| \| 2008/09 \| UEFA-Pokal \| 1. Runde \| Tscherno More Warna \| 4:3 \| 2:1 (A) \| 2:2 (H) \| \| 2008/09 \| UEFA-Pokal \| Gruppenphase \| FC Sevilla \| 0:2 \| 0:2 (A) \| 0:2 (A) \| \| 2008/09 \| UEFA-Pokal \| Gruppenphase \| FK Partizan Belgrad \| 2:0 \| 2:0 (H) \| 2:0 (H) \| \| 2008/09 \| UEFA-Pokal \| Gruppenphase \| Sampdoria Genua \| 1:1 \| 1:1 (A) \| 1:1 (A) \| \| 2008/09 \| UEFA-Pokal \| Gruppenphase \| Standard Lüttich \| 3:0 \| 3:0 (H) \| 3:0 (H) \| \| 2008/09 \| UEFA-Pokal \| Sechzehntelfinale \| Zenit St. Petersburg \| 2:4 \| 1:2 (A) \| 1:2 (H) \| \| 2009/10 \| UEFA Champions League \| Play-offs \| ACS Poli Timișoara \| 2:0 \| 2:0 (A) \| 0:0 (H) \| \| 2009/10 \| UEFA Champions League \| Gruppenphase \| Glasgow Rangers \| 3:1 \| 1:1 (H) \| 2:0 (A) \| \| 2009/10 \| UEFA Champions League \| Gruppenphase \| Unirea Urziceni \| 4:2 \| 1:1 (A) \| 3:1 (H) \| \| 2009/10 \| UEFA Champions League \| Gruppenphase \| FC Sevilla \| 2:4 \| 1:3 (H) \| 1:1 (A) \| \| 2009/10 \| UEFA Champions League \| Achtelfinale \| FC Barcelona \| 1:5 \| 1:1 (H) \| 0:4 (A) \| \| 2010/11 \| UEFA Europa League \| 3. Qualifikationsrunde \| Molde FK \| 5:4 \| 3:2 (A) \| 2:2 (H) \| \| 2010/11 \| UEFA Europa League \| Play-offs \| ŠK Slovan Bratislava \| 3:2 \| 1:0 (A) \| 2:2 (H) \| \| 2010/11 \| UEFA Europa League \| Gruppenphase \| BSC Young Boys \| 5:4 \| 3:0 (H) \| 2:4 (A) \| \| 2010/11 \| UEFA Europa League \| Gruppenphase \| Odense BK \| 7:2 \| 2:1 (A) \| 5:1 (H) \| \| 2010/11 \| UEFA Europa League \| Gruppenphase \| FC Getafe \| 4:0 \| 1:0 (H) \| 3:0 (A) \| \| 2010/11 \| UEFA Europa League \| Sechzehntelfinale \| Benfica Lissabon \| 1:4 \| 1:2 (A) \| 0:2 (H) \| \| 2012/13 \| UEFA Europa League \| Play-offs \| FK Dynamo Moskau \| 3:1 \| 2:0 (H) \| 1:1 (A) \| \| 2012/13 \| UEFA Europa League \| Gruppenphase \| Steaua Bukarest \| 7:3 \| 2:2 (H) \| 5:1 (A) \| \| 2012/13 \| UEFA Europa League \| Gruppenphase \| Molde FK \| 0:3 \| 0:2 (A) \| 0:1 (H) \| \| 2012/13 \| UEFA Europa League \| Gruppenphase \| FC Kopenhagen \| 2:0 \| 0:0 (H) \| 2:0 (A) \| \| 2012/13 \| UEFA Europa League \| Sechzehntelfinale \| KRC Genk \| 3:1 \| 1:1 (H) \| 2:0 (A) \| \| 2012/13 \| UEFA Europa League \| Achtelfinale \| Lazio Rom \| 1:5 \| 0:2 (H) \| 1:3 (A) \| \| 2013/14 \| UEFA Europa League \| 3. Qualifikationsrunde \| Botew Plowdiw \| (a)1:1(a) \| 1:1 (A) \| 0:0 (H) \| \| 2013/14 \| UEFA Europa League \| Play-offs \| HNK Rijeka \| 3:4 \| 1:2 (A) \| 2:2 (H) \| \| 2024/25 \| UEFA Champions League \| Ligaphase \| Real Madrid \| 1:3 \| 1:3 (A) \| 1:3 (A) \| \| 2024/25 \| UEFA Champions League \| Ligaphase \| Sparta Prag \| 1:1 \| 1:1 (H) \| 1:1 (H) \| \| 2024/25 \| UEFA Champions League \| Ligaphase \| Juventus Turin \| 1:0 \| 1:0 (A) \| 1:0 (A) \| \| 2024/25 \| UEFA Champions League \| Ligaphase \| Atalanta Bergamo \| 0:2 \| 0:2 (H) \| 0:2 (H) \| \| 2024/25 \| UEFA Champions League \| Ligaphase \| FK Roter Stern Belgrad \| 1:5 \| 1:5 (A) \| 1:5 (A) \| \| 2024/25 \| UEFA Champions League \| Ligaphase \| BSC Young Boys \| 5:1 \| 5:1 (H) \| 5:1 (H) \| \| 2024/25 \| UEFA Champions League \| Ligaphase \| ŠK Slovan Bratislava \| 3:1 \| 3:1 (A) \| 3:1 (A) \| \| 2024/25 \| UEFA Champions League \| Ligaphase \| Paris Saint-Germain \| 1:4 \| 1:4 (H) \| 1:4 (H) \|Legende: (H) – Heimspiel, (A) – Auswärtsspiel, (N) – neutraler Platz, (a) – Auswärtstorregel, (i. E.) – im Elfmeterschießen, (n. V.) – nach Verlängerung 1 In der Rückrundenpartie, die sportlich 4:1 für Leeds endete und Stuttgart in die nächste Runde gebracht hätte, wechselte der VfB in Leeds einen vierten Ausländer ein. Dies entsprach nicht den damals gültigen Regularien und die Partie wurde mit 3:0 für Leeds United gewertet. Ein zusätzliches Entscheidungsspiel wurde anschließend in Barcelona angeordnet. |                                               |                                               |                                               |                                               |                                               |                                               |
| Saison | Wettbewerb                                    | Runde                                         | Gegner                                        | Gesamt                                        | Hin                                           | Rück                                          |
| 1964/65 | Messestädte-Pokal                             | 1. Runde                                      | Boldklubben 1913 Odense                       | 4:1                                           | 3:1 (A)                                       | 1:0 (H)                                       |
| 1964/65 | Messestädte-Pokal                             | 2. Runde                                      | Dunfermline Athletic                          | 0:1                                           | 0:1 (A)                                       | 0:0 (H)                                       |
| 1966/67 | Messestädte-Pokal                             | 1. Runde                                      | FC Burnley                                    | 1:3                                           | 1:1 (H)                                       | 0:2 (A)                                       |
| 1969/70 | Messestädte-Pokal                             | 1. Runde                                      | Malmö FF                                      | 4:1                                           | 3:0 (H)                                       | 1:1 (A)                                       |
| 1969/70 | Messestädte-Pokal                             | 2. Runde                                      | SSC Neapel                                    | 0:1                                           | 0:0 (H)                                       | 0:1 (A)                                       |
| 1973/74 | UEFA-Pokal                                    | 1. Runde                                      | Olympiakos Nikosia                            | 13:0                                          | 9:0 (H)                                       | 4:0 (A)                                       |
| 1973/74 | UEFA-Pokal                                    | 2. Runde                                      | 1. FC Tatran Prešov                           | 8:4                                           | 3:1 (H)                                       | 5:3 n. V. (A)                                 |
| 1973/74 | UEFA-Pokal                                    | 3. Runde                                      | Dynamo Kiew                                   | 3:2                                           | 0:2 (A)                                       | 3:0 (H)                                       |
| 1973/74 | UEFA-Pokal                                    | Viertelfinale                                 | Vitória Setúbal                               | 3:2                                           | 1:0 (H)                                       | 2:2 (A)                                       |
| 1973/74 | UEFA-Pokal                                    | Halbfinale                                    | Feyenoord Rotterdam                           | 3:4                                           | 1:2 (A)                                       | 2:2 (H)                                       |
| 1978/79 | UEFA-Pokal                                    | 1. Runde                                      | FC Basel                                      | 7:3                                           | 3:2 (A)                                       | 4:1 (H)                                       |
| 1978/79 | UEFA-Pokal                                    | 2. Runde                                      | Torpedo Moskau                                | 3:2                                           | 1:2 (A)                                       | 2:0 (H)                                       |
| 1978/79 | UEFA-Pokal                                    | 3. Runde                                      | FK Dukla Prag                                 | 4:5                                           | 4:1 (H)                                       | 0:4 (A)                                       |
| 1979/80 | UEFA-Pokal                                    | 1. Runde                                      | Turin Calcio                                  | (a)2:2(a)                                     | 1:0 (H)                                       | 1:2 (A)                                       |
| 1979/80 | UEFA-Pokal                                    | 2. Runde                                      | Dynamo Dresden                                | (a)1:1(a)                                     | 1:1 (A)                                       | 0:0 (H)                                       |
| 1979/80 | UEFA-Pokal                                    | 3. Runde                                      | Grasshopper Club Zürich                       | 5:0                                           | 2:0 (A)                                       | 3:0 (H)                                       |
| 1979/80 | UEFA-Pokal                                    | Viertelfinale                                 | Lokomotive Sofia                              | 4:1                                           | 3:1 (H)                                       | 1:0 (A)                                       |
| 1979/80 | UEFA-Pokal                                    | Halbfinale                                    | Borussia Mönchengladbach                      | 2:3                                           | 2:1 (H)                                       | 0:2 (A)                                       |
| 1980/81 | UEFA-Pokal                                    | 1. Runde                                      | Pezoporikos Larnaka                           | 10:1                                          | 6:0 (H)                                       | 4:1 (A)                                       |
| 1980/81 | UEFA-Pokal                                    | 2. Runde                                      | FC Vorwärts Frankfurt (Oder)                  | 7:2                                           | 5:1 (H)                                       | 2:1 (A)                                       |
| 1980/81 | UEFA-Pokal                                    | 3. Runde                                      | 1. FC Köln                                    | 4:5                                           | 3:1 (H)                                       | 1:4 n. V. (A)                                 |
| 1981/82 | UEFA-Pokal                                    | 1. Runde                                      | Hajduk Split                                  | 3:5                                           | 1:3 (A)                                       | 2:2 (H)                                       |
| 1983/84 | UEFA-Pokal                                    | 1. Runde                                      | DFS Lewski-Spartak Sofia                      | 1:2                                           | 1:1 (H)                                       | 0:1 (A)                                       |
| 1984/85 | Europapokal der Landesmeister                 | 1. Runde                                      | DFS Lewski-Spartak Sofia                      | (a)3:3(a)                                     | 1:1 (A)                                       | 2:2 (H)                                       |
| 1986/87 | Europapokal der Pokalsieger                   | 1. Runde                                      | Spartak TAZ Trnava                            | 1:0                                           | 1:0 (H)                                       | 0:0 (A)                                       |
| 1986/87 | Europapokal der Pokalsieger                   | 2. Runde                                      | Torpedo Moskau                                | 3:7                                           | 0:2 (A)                                       | 3:5 (H)                                       |
| 1988/89 | UEFA-Pokal                                    | 1. Runde                                      | Tatabányai Bányász SC                         | 3:2                                           | 2:0 (H)                                       | 1:2 (A)                                       |
| 1988/89 | UEFA-Pokal                                    | 2. Runde                                      | Dinamo Zagreb                                 | 4:2                                           | 3:1 (A)                                       | 1:1 (H)                                       |
| 1988/89 | UEFA-Pokal                                    | 3. Runde                                      | FC Groningen                                  | 5:1                                           | 3:1 (A)                                       | 2:0 (H)                                       |
| 1988/89 | UEFA-Pokal                                    | Viertelfinale                                 | Real Sociedad                                 | 1:1 (4:2 i. E.)                               | 1:0 (H)                                       | 0:1 n. V. (A)                                 |
| 1988/89 | UEFA-Pokal                                    | Halbfinale                                    | Dynamo Dresden                                | 2:1                                           | 1:0 (H)                                       | 1:1 (A)                                       |
| 1988/89 | UEFA-Pokal                                    | Finale                                        | SSC Neapel                                    | 4:5                                           | 1:2 (A)                                       | 3:3 (H)                                       |
| 1989/90 | UEFA-Pokal                                    | 1. Runde                                      | Feyenoord Rotterdam                           | 3:2                                           | 2:0 (H)                                       | 1:2 (A)                                       |
| 1989/90 | UEFA-Pokal                                    | 2. Runde                                      | Zenit Leningrad                               | 6:0                                           | 1:0 (A)                                       | 5:0 (H)                                       |
| 1989/90 | UEFA-Pokal                                    | 3. Runde                                      | Royal Antwerpen                               | 1:2                                           | 0:1 (A)                                       | 1:1 (H)                                       |
| 1991/92 | UEFA-Pokal                                    | 1. Runde                                      | Pécsi Mecsek FC                               | 6:3                                           | 4:1 (H)                                       | 2:2 (A)                                       |
| 1991/92 | UEFA-Pokal                                    | 2. Runde                                      | CA Osasuna                                    | 2:3                                           | 0:0 (A)                                       | 2:3 (H)                                       |
| 1992/93 | UEFA Champions League                         | 1. Runde                                      | Leeds United                                  | 4:5                                           | 3:0 (H)                                       | 0:3 (A) 1                                     |
| 1992/93 | UEFA Champions League                         | 1. Runde                                      | Leeds United                                  | 4:5                                           | 1:2 in Barcelona                              |                                               |
| 1997/98 | Europapokal der Pokalsieger                   | 1. Runde                                      | ÍBV Vestmannaeyjar                            | 5:2                                           | 3:1 (A)                                       | 2:1 (H)                                       |
| 1997/98 | Europapokal der Pokalsieger                   | 2. Runde                                      | Germinal Ekeren                               | 6:4                                           | 4:0 (A)                                       | 2:4 (H)                                       |
| 1997/98 | Europapokal der Pokalsieger                   | Viertelfinale                                 | Slavia Prag                                   | 3:1                                           | 1:1 (A)                                       | 2:0 (H)                                       |
| 1997/98 | Europapokal der Pokalsieger                   | Halbfinale                                    | Lokomotive Moskau                             | 3:1                                           | 2:1 (H)                                       | 1:0 (A)                                       |
| 1997/98 | Europapokal der Pokalsieger                   | Finale                                        | FC Chelsea                                    | 0:1                                           | 0:1 in Solna                                  | 0:1 in Solna                                  |
| 1998/99 | UEFA-Pokal                                    | 1. Runde                                      | Feyenoord Rotterdam                           | 4:3                                           | 1:3 (H)                                       | 3:0 (A)                                       |
| 1998/99 | UEFA-Pokal                                    | 2. Runde                                      | FC Brügge                                     | 3:4                                           | 1:1 (H)                                       | 2:3 n. V. (A)                                 |
| 2000/01 | UEFA-Pokal                                    | 1. Runde                                      | Heart of Midlothian                           | (a)3:3(a)                                     | 1:0 (H)                                       | 2:3 (A)                                       |
| 2000/01 | UEFA-Pokal                                    | 2. Runde                                      | FC Tirol Innsbruck                            | 3:2                                           | 0:1 (A)                                       | 3:1 (H)                                       |
| 2000/01 | UEFA-Pokal                                    | 3. Runde                                      | Feyenoord Rotterdam                           | 4:3                                           | 2:2 (A)                                       | 2:1 (H)                                       |
| 2000/01 | UEFA-Pokal                                    | Achtelfinale                                  | Celta Vigo                                    | 1:2                                           | 0:0 (H)                                       | 1:2 (A)                                       |
| 2002/03 | UEFA-Pokal                                    | 1. Runde                                      | FK Ventspils                                  | 8:2                                           | 4:1 (H)                                       | 4:1 (A)                                       |
| 2002/03 | UEFA-Pokal                                    | 2. Runde                                      | Ferencváros Budapest                          | 2:0                                           | 0:0 (A)                                       | 2:0 (H)                                       |
| 2002/03 | UEFA-Pokal                                    | 3. Runde                                      | FC Brügge                                     | 3:1                                           | 2:1 (A)                                       | 1:0 (H)                                       |
| 2002/03 | UEFA-Pokal                                    | Achtelfinale                                  | Celtic Glasgow                                | 4:5                                           | 1:3 (A)                                       | 3:2 (H)                                       |
| 2003/04 | UEFA Champions League                         | Gruppenphase                                  | Glasgow Rangers                               | 2:2                                           | 1:2 (A)                                       | 1:0 (H)                                       |
| 2003/04 | UEFA Champions League                         | Gruppenphase                                  | Manchester United                             | 2:3                                           | 2:1 (H)                                       | 0:2 (A)                                       |
| 2003/04 | UEFA Champions League                         | Gruppenphase                                  | Panathinaikos Athen                           | 5:1                                           | 2:0 (H)                                       | 3:1 (A)                                       |
| 2003/04 | UEFA Champions League                         | Achtelfinale                                  | FC Chelsea                                    | 0:1                                           | 0:1 (H)                                       | 0:0 (A)                                       |
| 2004/05 | UEFA-Pokal                                    | 1. Runde                                      | Újpest Budapest                               | 7:1                                           | 3:1 (A)                                       | 4:0 (H)                                       |
| 2004/05 | UEFA-Pokal                                    | Gruppenphase                                  | KSK Beveren                                   | 5:1                                           | 5:1 (A)                                       | 5:1 (A)                                       |
| 2004/05 | UEFA-Pokal                                    | Gruppenphase                                  | Benfica Lissabon                              | 3:0                                           | 3:0 (H)                                       | 3:0 (H)                                       |
| 2004/05 | UEFA-Pokal                                    | Gruppenphase                                  | SC Heerenveen                                 | 0:1                                           | 0:1 (A)                                       | 0:1 (A)                                       |
| 2004/05 | UEFA-Pokal                                    | Gruppenphase                                  | Dinamo Zagreb                                 | 2:1                                           | 2:1 (H)                                       | 2:1 (H)                                       |
| 2004/05 | UEFA-Pokal                                    | Sechzehntelfinale                             | FC Parma                                      | 0:2                                           | 0:0 (A)                                       | 0:2 n. V. (H)                                 |
| 2005/06 | UEFA-Pokal                                    | 1. Runde                                      | NK Domžale                                    | 2:1                                           | 2:0 (H)                                       | 0:1 (A)                                       |
| 2005/06 | UEFA-Pokal                                    | Gruppenphase                                  | Stade Rennes                                  | 2:0                                           | 2:0 (A)                                       | 2:0 (A)                                       |
| 2005/06 | UEFA-Pokal                                    | Gruppenphase                                  | Schachtar Donezk                              | 0:2                                           | 0:2 (H)                                       | 0:2 (H)                                       |
| 2005/06 | UEFA-Pokal                                    | Gruppenphase                                  | PAOK Thessaloniki                             | 2:1                                           | 2:1 (A)                                       | 2:1 (A)                                       |
| 2005/06 | UEFA-Pokal                                    | Gruppenphase                                  | Rapid Bukarest                                | 2:1                                           | 2:1 (H)                                       | 2:1 (H)                                       |
| 2005/06 | UEFA-Pokal                                    | Sechzehntelfinale                             | FC Middlesbrough                              | (a)2:2(a)                                     | 1:2 (H)                                       | 1:0 (A)                                       |
| 2007/08 | UEFA Champions League                         | Gruppenphase                                  | Glasgow Rangers                               | 4:4                                           | 1:2 (A)                                       | 3:2 (H)                                       |
| 2007/08 | UEFA Champions League                         | Gruppenphase                                  | FC Barcelona                                  | 1:5                                           | 0:2 (H)                                       | 1:3 (A)                                       |
| 2007/08 | UEFA Champions League                         | Gruppenphase                                  | Olympique Lyon                                | 2:6                                           | 0:2 (H)                                       | 2:4 (A)                                       |
| 2008/09 | UEFA-Pokal                                    | 2. Qualifikationsrunde                        | Győri ETO FC                                  | 6:2                                           | 2:1 (H)                                       | 4:1 (A)                                       |
| 2008/09 | UEFA-Pokal                                    | 1. Runde                                      | Tscherno More Warna                           | 4:3                                           | 2:1 (A)                                       | 2:2 (H)                                       |
| 2008/09 | UEFA-Pokal                                    | Gruppenphase                                  | FC Sevilla                                    | 0:2                                           | 0:2 (A)                                       | 0:2 (A)                                       |
| 2008/09 | UEFA-Pokal                                    | Gruppenphase                                  | FK Partizan Belgrad                           | 2:0                                           | 2:0 (H)                                       | 2:0 (H)                                       |
| 2008/09 | UEFA-Pokal                                    | Gruppenphase                                  | Sampdoria Genua                               | 1:1                                           | 1:1 (A)                                       | 1:1 (A)                                       |
| 2008/09 | UEFA-Pokal                                    | Gruppenphase                                  | Standard Lüttich                              | 3:0                                           | 3:0 (H)                                       | 3:0 (H)                                       |
| 2008/09 | UEFA-Pokal                                    | Sechzehntelfinale                             | Zenit St. Petersburg                          | 2:4                                           | 1:2 (A)                                       | 1:2 (H)                                       |
| 2009/10 | UEFA Champions League                         | Play-offs                                     | ACS Poli Timișoara                            | 2:0                                           | 2:0 (A)                                       | 0:0 (H)                                       |
| 2009/10 | UEFA Champions League                         | Gruppenphase                                  | Glasgow Rangers                               | 3:1                                           | 1:1 (H)                                       | 2:0 (A)                                       |
| 2009/10 | UEFA Champions League                         | Gruppenphase                                  | Unirea Urziceni                               | 4:2                                           | 1:1 (A)                                       | 3:1 (H)                                       |
| 2009/10 | UEFA Champions League                         | Gruppenphase                                  | FC Sevilla                                    | 2:4                                           | 1:3 (H)                                       | 1:1 (A)                                       |
| 2009/10 | UEFA Champions League                         | Achtelfinale                                  | FC Barcelona                                  | 1:5                                           | 1:1 (H)                                       | 0:4 (A)                                       |
| 2010/11 | UEFA Europa League                            | 3. Qualifikationsrunde                        | Molde FK                                      | 5:4                                           | 3:2 (A)                                       | 2:2 (H)                                       |
| 2010/11 | UEFA Europa League                            | Play-offs                                     | ŠK Slovan Bratislava                          | 3:2                                           | 1:0 (A)                                       | 2:2 (H)                                       |
| 2010/11 | UEFA Europa League                            | Gruppenphase                                  | BSC Young Boys                                | 5:4                                           | 3:0 (H)                                       | 2:4 (A)                                       |
| 2010/11 | UEFA Europa League                            | Gruppenphase                                  | Odense BK                                     | 7:2                                           | 2:1 (A)                                       | 5:1 (H)                                       |
| 2010/11 | UEFA Europa League                            | Gruppenphase                                  | FC Getafe                                     | 4:0                                           | 1:0 (H)                                       | 3:0 (A)                                       |
| 2010/11 | UEFA Europa League                            | Sechzehntelfinale                             | Benfica Lissabon                              | 1:4                                           | 1:2 (A)                                       | 0:2 (H)                                       |
| 2012/13 | UEFA Europa League                            | Play-offs                                     | FK Dynamo Moskau                              | 3:1                                           | 2:0 (H)                                       | 1:1 (A)                                       |
| 2012/13 | UEFA Europa League                            | Gruppenphase                                  | Steaua Bukarest                               | 7:3                                           | 2:2 (H)                                       | 5:1 (A)                                       |
| 2012/13 | UEFA Europa League                            | Gruppenphase                                  | Molde FK                                      | 0:3                                           | 0:2 (A)                                       | 0:1 (H)                                       |
| 2012/13 | UEFA Europa League                            | Gruppenphase                                  | FC Kopenhagen                                 | 2:0                                           | 0:0 (H)                                       | 2:0 (A)                                       |
| 2012/13 | UEFA Europa League                            | Sechzehntelfinale                             | KRC Genk                                      | 3:1                                           | 1:1 (H)                                       | 2:0 (A)                                       |
| 2012/13 | UEFA Europa League                            | Achtelfinale                                  | Lazio Rom                                     | 1:5                                           | 0:2 (H)                                       | 1:3 (A)                                       |
| 2013/14 | UEFA Europa League                            | 3. Qualifikationsrunde                        | Botew Plowdiw                                 | (a)1:1(a)                                     | 1:1 (A)                                       | 0:0 (H)                                       |
| 2013/14 | UEFA Europa League                            | Play-offs                                     | HNK Rijeka                                    | 3:4                                           | 1:2 (A)                                       | 2:2 (H)                                       |
| 2024/25 | UEFA Champions League                         | Ligaphase                                     | Real Madrid                                   | 1:3                                           | 1:3 (A)                                       | 1:3 (A)                                       |
| 2024/25 | UEFA Champions League                         | Ligaphase                                     | Sparta Prag                                   | 1:1                                           | 1:1 (H)                                       | 1:1 (H)                                       |
| 2024/25 | UEFA Champions League                         | Ligaphase                                     | Juventus Turin                                | 1:0                                           | 1:0 (A)                                       | 1:0 (A)                                       |
| 2024/25 | UEFA Champions League                         | Ligaphase                                     | Atalanta Bergamo                              | 0:2                                           | 0:2 (H)                                       | 0:2 (H)                                       |
| 2024/25 | UEFA Champions League                         | Ligaphase                                     | FK Roter Stern Belgrad                        | 1:5                                           | 1:5 (A)                                       | 1:5 (A)                                       |
| 2024/25 | UEFA Champions League                         | Ligaphase                                     | BSC Young Boys                                | 5:1                                           | 5:1 (H)                                       | 5:1 (H)                                       |
| 2024/25 | UEFA Champions League                         | Ligaphase                                     | ŠK Slovan Bratislava                          | 3:1                                           | 3:1 (A)                                       | 3:1 (A)                                       |
| 2024/25 | UEFA Champions League                         | Ligaphase                                     | Paris Saint-Germain                           | 1:4                                           | 1:4 (H)                                       | 1:4 (H)                                       |

## Endspiele
Folgende Endspiele um eine deutsche Meisterschaft, den DFB-Pokal, den UEFA-Cup oder den Europapokal der Pokalsieger fanden bisher unter Beteiligung des VfB statt:

### Deutsche Meisterschaft
Bis zur Gründung der Bundesliga 1963 wurde die deutsche Meisterschaft durch ein Endspiel auf neutralem Platz entschieden.

#### Endspiel 1935
| FC Schalke 04 – VfB Stuttgart 6:4 (3:0) | |
| Austragungsort                          | Müngersdorfer Stadion Köln, 23. Juni 1935, 70.000 Zuschauer |
| Aufstellung                             | Oskar Kapp, Franz Seybold, Walter Kotz, Hermann Hahn, Heinrich Buck, Gustav Rebmann, Erwin Haaga, Willi Rutz, Otto Bökle, Erich Koch, Alfred Lehmann                                                                                       |
| Trainer                                 | Fritz Teufel |
| Tore                                    | 1:0 Ala Urban (6.), 2:0 Ernst Poertgen (36.), 3:0 Rudi Gellesch (41.), 4:0 Ernst Pörtgen (54.), 4:1 Otto Bökle (55.), 4:2 Otto Bökle (57.), 5:2 Ernst Kalwitzki (65.), 5:3 Erich Koch (78.), 6:3 Ernst Pörtgen (79.), 6:4 Willi Rutz (86.) |

#### Endspiel 1950
| VfB Stuttgart – Kickers Offenbach 2:1 (2:0) | |
| Austragungsort                              | Olympiastadion Berlin, 25. Juni 1950, 95.051 Zuschauer |
| Aufstellung                                 | Otto Schmid, Erich Retter, Richard Steimle, Ernst Otterbach, Josef Ledl, Karl Barufka, Erwin Läpple, Robert Schlienz, Walter Bühler, Otto Baitinger, Rolf Blessing |
| Trainer                                     | Georg Wurzer |
| Tore                                        | 1:0 Erwin Läpple (17.), 2:0 Walter Bühler (36.), 2:1 Horst Buhtz (47.)                                                                                             |

#### Endspiel 1952
| VfB Stuttgart – 1. FC Saarbrücken 3:2 (2:1) | |
| Austragungsort                              | Südweststadion Ludwigshafen am Rhein, 22. Juni 1952, 86.000 Zuschauer                                                                                                  |
| Aufstellung                                 | Karl Bögelein, Rolf Krauß, Richard Steimle, Robert Schlienz, Erich Retter, Karl Barufka, Otto Baitinger, Leo Kronenbitter, Roland Wehrle, Peter Krieger, Rolf Blessing |
| Trainer                                     | Georg Wurzer |
| Tore                                        | 0:1 Robert Schreiner (15.), 1:1 Robert Schlienz (18.), 2:1 Otto Baitinger (43.), 2:2 Herbert Martin (54.), 3:2 Otto Baitinger (73.)                                    |

#### Endspiel 1953
| 1. FC Kaiserslautern – VfB Stuttgart 4:1 (1:0) | |
| Austragungsort                                 | Olympiastadion Berlin, 21. Juni 1953, 80.000 Zuschauer |
| Aufstellung                                    | Karl Bögelein, Werner Liebschwager, Richard Steimle, Robert Schlienz, Erich Retter, Leo Kronenbitter, Otto Baitinger, Erwin Waldner, Roland Wehrle, Peter Krieger, Rolf Blessing |
| Trainer                                        | Georg Wurzer |
| Tore                                           | 1:0 Fritz Walter (37.), 2:0 Karl Wanger (57.), 2:1 Leo Kronenbitter (72.), 3:1 Erwin Scheffler (78.), 4:1 Willi Wenzel (83.)                                                     |
| Besonderheiten                                 | Karl Bögelein hielt einen Elfmeter von Fritz Walter. |

### DFB-Pokal

#### Endspiel 1954
| VfB Stuttgart – 1. FC Köln 1:0 n. V. (0:0) | |
| Austragungsort                             | Südweststadion Ludwigshafen am Rhein, 17. April 1954, 60.000 Zuschauer |
| Aufstellung                                | Karl Bögelein, Erich Retter, Richard Steimle, Peter Krieger, Robert Schlienz, Karl Barufka, Ludwig Hinterstocker, Otto Baitinger, Walter Bühler, Rolf Blessing, Erwin Waldner |
| Trainer                                    | Georg Wurzer |
| Tore                                       | 1:0 Erwin Waldner (96.) |

#### Endspiel 1958
| VfB Stuttgart – Fortuna Düsseldorf 4:3 n. V. (3:3, 1:0) | |
| Austragungsort                                          | Auestadion Kassel, 16. November 1958, 28.000 Zuschauer |
| Aufstellung                                             | Günter Sawitzki, Rolf Eisele, Günter Seibold, Oskar Hartl, Rudolf Hoffmann, Robert Schlienz, Erwin Waldner, Rolf Geiger, Lothar Weise, Rolf Blessing, Dieter Praxl                                       |
| Trainer                                                 | Georg Wurzer |
| Tore                                                    | 1:0 Dieter Praxl (36.), 1:1 Karl Hoffmann (50.), 1:2 Franz-Josef Wolfframm (52.), 2:2 Rolf Geiger (62.), 3:2 Erwin Waldner (68., Handelfmeter), 3:3 Franz-Josef Wolfframm (79.), 4:3 Lothar Weise (113.) |

#### Endspiel 1986
| FC Bayern München – VfB Stuttgart 5:2 (2:0) | |
| Austragungsort                              | Olympiastadion Berlin, 3. Mai 1986, 76.000 Zuschauer |
| Aufstellung                                 | Armin Jäger, Günther Schäfer, Rainer Zietsch, Karlheinz Förster, Michael Nushöhr (46. Michael Spies), Andreas Müller, Guido Buchwald, Karl Allgöwer (46. Jürgen Hartmann), Ásgeir Sigurvinsson, Jürgen Klinsmann, Predrag Pašić |
| Trainer                                     | Willi Entenmann |
| Tore                                        | 1:0 Roland Wohlfarth (34.), 2:0 Roland Wohlfarth (40.), 3:0 Michael Rummenigge (65.), 4:0 Michael Rummenigge (72.), 4:1 Guido Buchwald (75.), 5:1 Roland Wohlfarth (77.), 5:2 Jürgen Klinsmann (85.)                            |

#### Endspiel 1997
| VfB Stuttgart – Energie Cottbus 2:0 (1:0) | |
| Austragungsort                            | Olympiastadion Berlin, 14. Juni 1997, 76.400 Zuschauer |
| Aufstellung                               | Franz Wohlfahrt, Marco Haber, Frank Verlaat (c), Thomas Berthold, Matthias Hagner (70. Thomas Schneider), Zvonimir Soldo, Gerhard Poschner, Thorsten Legat, Krassimir Balakow, Giovane Elber (89. Danny Schwarz), Fredi Bobič (81. Radosław Gilewicz) |
| Trainer                                   | Joachim Löw |
| Tore                                      | 1:0 Giovane Elber (18.), 2:0 Giovane Elber (52.) |

#### Endspiel 2007
| 1. FC Nürnberg – VfB Stuttgart 3:2 n. V. (2:2, 1:1) | |
| Austragungsort                                      | Olympiastadion Berlin, 26. Mai 2007, 74.220 Zuschauer |
| Aufstellung                                         | Timo Hildebrand, Ricardo Osorio (68. Arthur Boka), Fernando Meira, Matthieu Delpierre, Ludovic Magnin, Pável Pardo, Sami Khedira (100. Serdar Tasci), Thomas Hitzlsperger, Antônio da Silva (46. Mario Gómez), Roberto Hilbert, Cacau, |
| Trainer                                             | Armin Veh |
| Tore                                                | 1:0 Cacau (20.), 1:1 Marek Mintál (27.), 1:2 Marco Engelhardt (46.), 2:2 Pável Pardo (80., Foulelfmeter), 2:3 Jan Kristiansen (109.)                                                                                                   |
| Rote Karte                                          | Cacau (30. – Tätlichkeit) |

#### Endspiel 2013
| FC Bayern München – VfB Stuttgart 3:2 (1:0) | |
| Austragungsort                              | Olympiastadion Berlin, 1. Juni 2013 |
| Aufstellung                                 | Sven Ulreich, Serdar Tasci, Georg Niedermeier, Antonio Rüdiger, Cristian Molinaro (67. Gōtoku Sakai), Christian Gentner, Martin Harnik, Arthur Boka, Ibrahima Traoré (75. Cacau), Alexandru Maxim (61. Shinji Okazaki), Vedad Ibišević |
| Trainer                                     | Bruno Labbadia |
| Tore                                        | 1:0 Thomas Müller (37., Foulelfmeter), 2:0 Mario Gómez (48.), 3:0 Mario Gomez (60.), 3:1 Martin Harnik (71.), 3:2 Martin Harnik (80.)                                                                                                  |

#### Endspiel 2025
| Arminia Bielefeld – VfB Stuttgart 2:4 (0:3) | |
| Austragungsort                              | Olympiastadion Berlin, 24. Mai 2025 |
| Aufstellung                                 | Alexander Nübel – Josha Vagnoman, Luca Jaquez, Jeff Chabot (67. Finn Jeltsch), Maximilian Mittelstädt – Atakan Karazor, Angelo Stiller (86. Nikolas Nartey) – Enzo Millot (69. Ermedin Demirović), Deniz Undav, Chris Führich (68. Ramon Hendriks) – Nick Woltemade |
| Trainer                                     | Sebastian Hoeneß |
| Tore                                        | 0:1 Nick Woltemade (15.), 0:2 Enzo Millot (22.), 0:3 Deniz Undav (28.), 0:4 Enzo Millot (66.), 1:4 Julian Kania (82.), 2:4 Josha Vagnoman (85., Eigentor) |

### UEFA-Cup

#### Endspiele 1989
| SSC Neapel – VfB Stuttgart 2:1 (0:1) | |
| Austragungsort                       | Stadio San Paolo Neapel, 3. Mai 1989, 81.093 Zuschauer |
| Aufstellung                          | Eike Immel – Günther Schäfer, Guido Buchwald (c), Karl Allgöwer, Nils Schmäler – Jürgen Hartmann, Srečko Katanec, Ásgeir Sigurvinsson, Michael Schröder – Fritz Walter (75. Rainer Zietsch), Maurizio Gaudino |
| Trainer                              | Arie Haan |
| Tore                                 | 0:1 Maurizio Gaudino (17.), 1:1 Diego Maradona (68., Handelfmeter), 2:1 Careca (87.) |
| Besonderheiten                       | Jürgen Klinsmann musste eine Gelbsperre absitzen. Der griechische Schiedsrichter Gerasimos Germanakos wurde nach dem Spiel stark kritisiert. Vor dem 1:1 nahm Diego Maradona den Ball deutlich mit der Hand mit und der direkt folgende Elfmeter war unberechtigt, weil Maradona den Ball dem Stuttgarter Abwehrspieler Schäfer nach seiner eigenen Ballannahme mit der Hand an den angelegten Arm schoss – also zwei Fehlentscheidungen in nur einer Situation. |

| VfB Stuttgart – SSC Neapel 3:3 (1:2) | |
| Austragungsort                       | Neckarstadion Stuttgart, 17. Mai 1989, 67.000 Zuschauer |
| Aufstellung                          | Eike Immel – Günther Schäfer, Michael Schröder, Karl Allgöwer (c), Nils Schmäler – Jürgen Hartmann, Srečko Katanec, Ásgeir Sigurvinsson, Maurizio Gaudino – Jürgen Klinsmann, Fritz Walter (77. Olaf Schmäler) |
| Trainer                              | Arie Haan |
| Tore                                 | 0:1 Alemão (19.), 1:1 Jürgen Klinsmann (29.), 1:2 Ciro Ferrara (40.), 1:3 Careca (61.), 2:3 Fernando De Napoli (68., Eigentor), 3:3 Olaf Schmäler (90.)                                                        |
| Besonderheiten                       | Kapitän Guido Buchwald musste eine Gelbsperre absitzen. |

### Europapokal der Pokalsieger

#### Endspiel 1998
| FC Chelsea – VfB Stuttgart 1:0 (0:0) | |
| Austragungsort                       | Råsundastadion Stockholm, 13. Mai 1998, 31.000 Zuschauer |
| Aufstellung                          | Franz Wohlfahrt, Thomas Schneider (55. Jochen Endreß), Murat Yakin, Thomas Berthold, Marco Haber (75. Kristijan Djordjevic), Zvonimir Soldo, Gerhard Poschner, Matthias Hagner (78. Sreto Ristić) – Krassimir Balakow, Fredi Bobič, Jonathan Akpoborie |
| Trainer                              | Joachim Löw |
| Tore                                 | 1:0 Gianfranco Zola (71.) |
| Rote Karten                          | Dan Petrescu (85., Foulspiel) – Gerhard Poschner (90., Schiedsrichterbeleidigung) |

## Weitere Statistik
- Spitzenreiter: 59 mal Spitzenreiter der 1. Bundesliga (Stand: 20. Oktober 2019)
- Höchster Heimsieg in der Bundesliga: 7:0 gegen 1. FC Nürnberg (5. November 1983), Hannover 96 (8. Februar 1986), Borussia Dortmund (23. Februar 1991) und Borussia Mönchengladbach (18. September 2010)
- Höchste Heimniederlage in der Bundesliga: 0:5 gegen Borussia Dortmund (16. März 1996)
- Höchster Auswärtssieg in der Bundesliga: 7:0 gegen Fortuna Düsseldorf (15. März 1986)
- Höchste Auswärtsniederlage in der Bundesliga: 1:7 gegen Borussia Dortmund (14. März 1964), 0:6 gegen 1. FC Kaiserslautern (30. November 1974), Eintracht Braunschweig (5. April 1975), Werder Bremen (29. November 1985) und FC Augsburg (20. April 2019)
- Ewige Tabellen: (Stand: Saisonende 2023/24)
  - Ewige Tabelle der Bundesliga: 4. Platz, 2838 Punkte
  - Ewige Tabelle der 2. Bundesliga: 63. Platz, 260 Punkte
  - Ewige Tabelle des DFB-Pokals: 4. Platz, 429 Punkte
  - Ewige Tabelle des Fußball-Europapokals: 71. Platz, 300 Punkte
    - Ewige Tabelle der UEFA Champions League und des Europapokals der Landesmeister: 121. Platz, 35 Punkte
    - Ewige Tabelle des Europapokals der Pokalsieger: 97. Platz, 23 Punkte
    - Ewige Tabelle der UEFA Europa League und des UEFA-Cups: 20. Platz, 229 Punkte
    - Ewige Tabelle des Messestädte-Pokals: 69. Platz, 13 Punkte

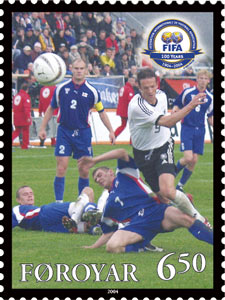
Fredi Bobic auf einer Briefmarke der Färöer

- Die meisten Spiele:

1. Karl Allgöwer (410)
2. Robert Schlienz (401)
3. Günther Schäfer (396)
4. Hermann Ohlicher (388)
5. Guido Buchwald (386)
6. Zvonimir Soldo (379)

- Die meisten Tore:

1. Karl Allgöwer (164)
2. Robert Schlienz (144)
3. Rolf Blessing (127)
4. Hermann Ohlicher (127)
5. Fritz Walter (123)
6. Erwin Waldner (113)

## Personen

### Präsidenten

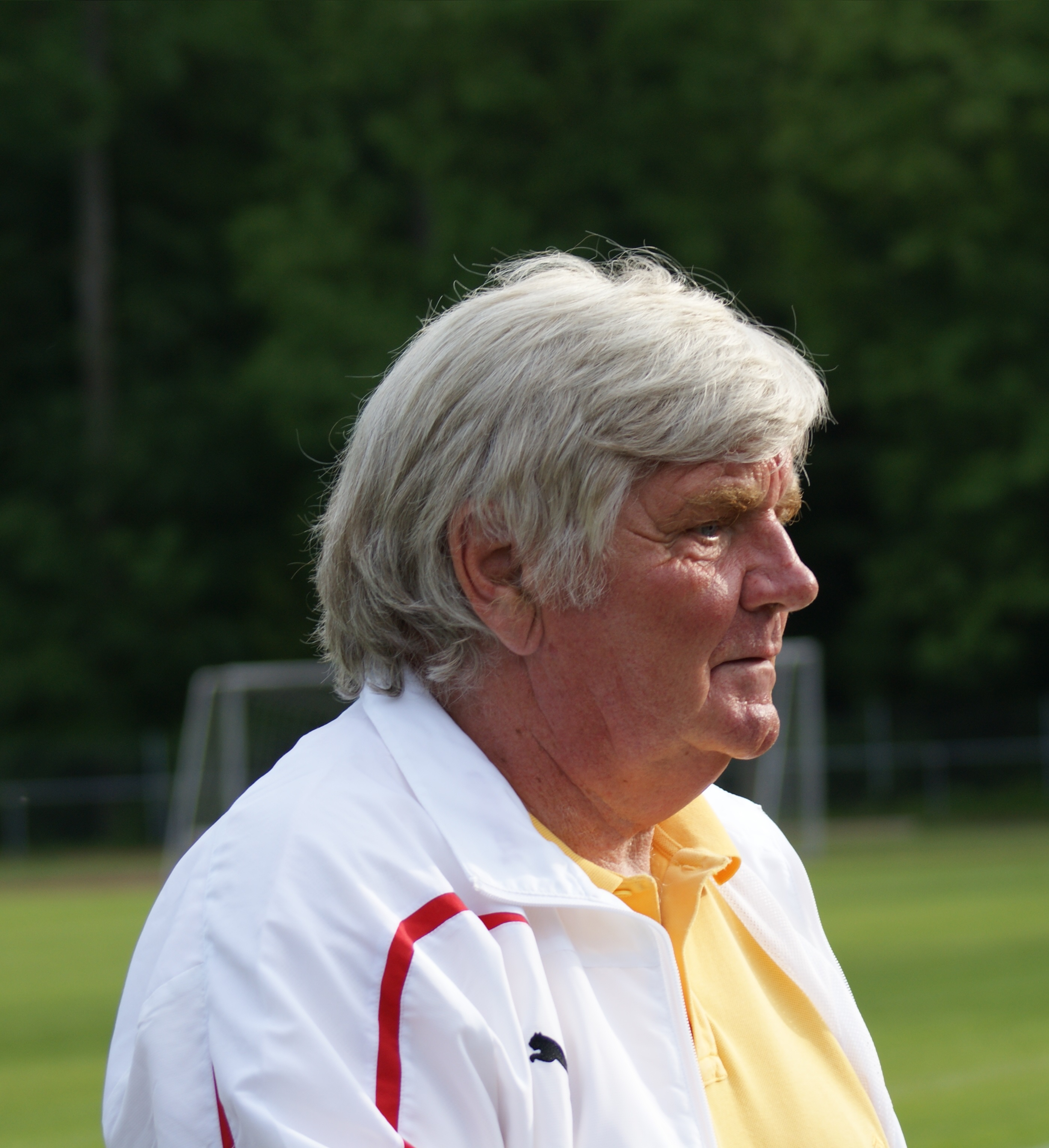
Jürgen Sundermann, fünf Jahre Trainer des VfB

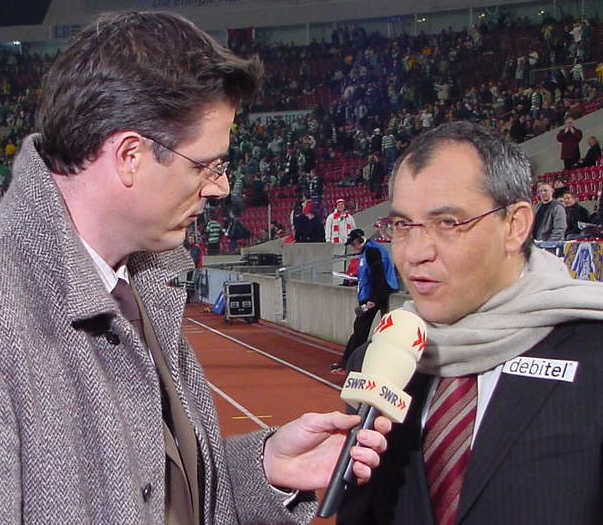
Felix Magath (rechts) als VfB-Trainer, der den VfB vom Abstiegskampf in die Champions League führte

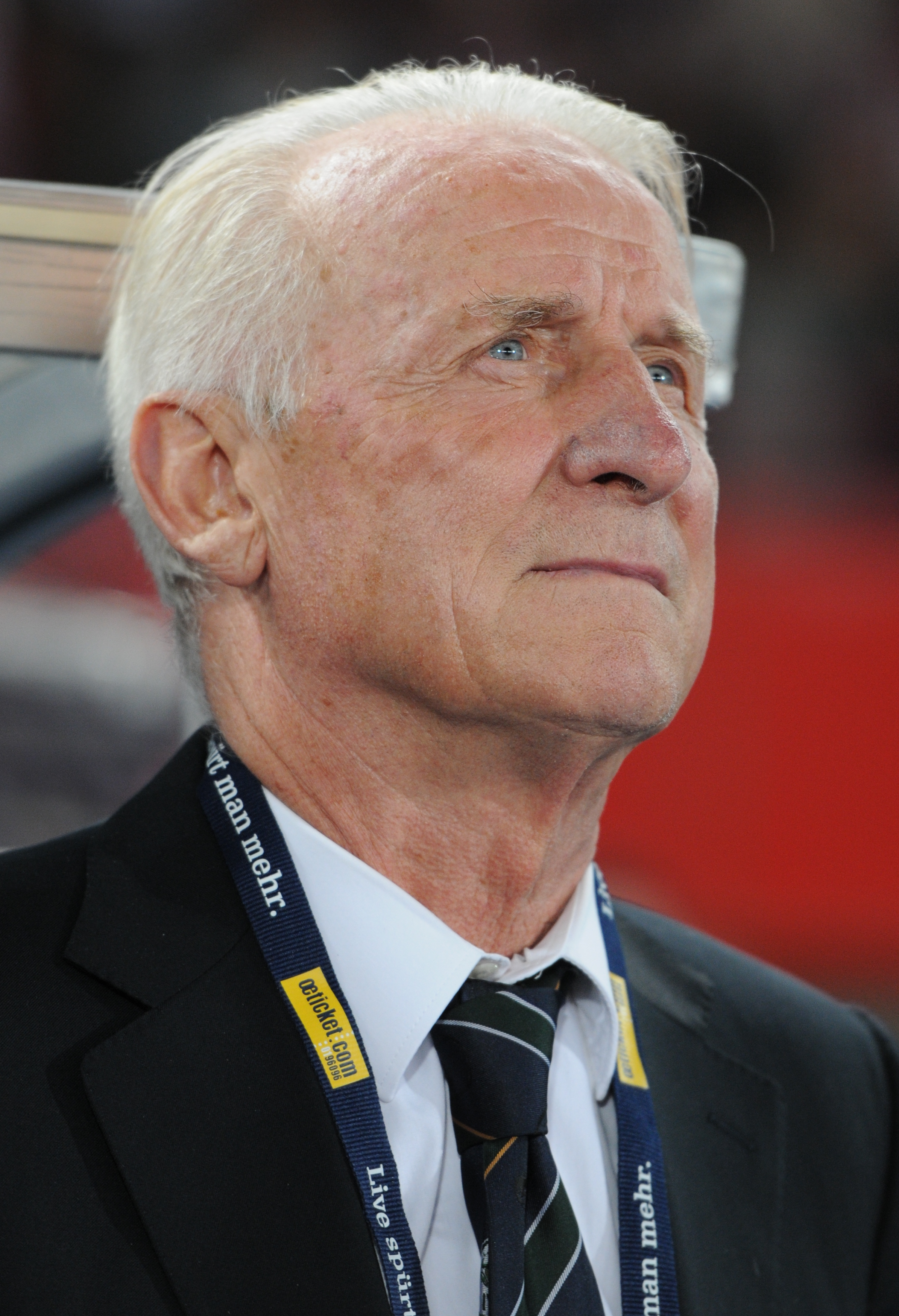
Giovanni Trapattoni, einer der erfolgreichsten Trainer weltweit, scheiterte beim VfB

| Von  | Bis  | Name             |
| ---- | ---- | ---------------- |
| 1893 | 1894 | Carl Kaufmann    |
| 1894 | 1908 | Alexander Gläser |
| 1908 | 1910 | Julius Dempf     |
| 1910 | 1911 | Fritz Hengerer   |
| 1912 | 1914 | Wilhelm Hinzmann |

| Von  | Bis  | Name             |
| ---- | ---- | ---------------- |
| 1897 | 1901 | Hermann Schmid   |
| 1901 | 1905 | Karl Hahn        |
| 1905 | 1908 | Hans Bittner     |
| 1909 | 1010 | Richard Reissner |
| 1910 | 1912 | Eugen Imberger   |

| Von  | Bis  | Name                            |
| ---- | ---- | ------------------------------- |
| 1918 | 1919 | Gustav Schumm                   |
| 1919 | 1923 | Egon Reichsgraf von Beroldingen |
| 1923 | 1931 | Karl-Adolf Deubler              |
| 1931 | 1932 | Albert Bauer                    |
| 1932 | 1944 | Hans Kiener                     |
| 1944 | 1968 | Fritz Walter                    |
| 1969 | 1975 | Hans Weitpert                   |
| 1975 | 2000 | Gerhard Mayer-Vorfelder         |
| 2000 | 2003 | Manfred Haas                    |
| 2003 | 2011 | Erwin Staudt                    |
| 2011 | 2013 | Gerd E. Mäuser                  |
| 2013 | 2016 | Bernd Wahler                    |
| 2016 | 2019 | Wolfgang Dietrich               |
| 2019 | 2024 | Claus Vogt                      |
| 2024 |      | Dietmar Allgaier                |

### Trainer
| Von           | Bis           | Name                 | Nat.          |
| ------------- | ------------- | -------------------- | ------------- |
| 1920          |               | Grünwald             | Deutscher     |
| 1. Juli 1924  | Jan. 1927     | Edward „Tom“ Hanney  | Engländer     |
| Sep. 1927     | 31. Dez. 1929 | Lajos Kovács         | Ungar         |
| 1. Jan. 1930  | 15. Juni 1930 | Emil Friz            | Deutscher     |
| 15. Juni 1930 | 1933          | Karl Preuß           | Deutscher     |
| 1933          | 1934          | Willi Rutz           | Deutscher     |
| 1934          | 1935          | Emil Gröner          | Deutscher     |
| 1935          | 1936          | Fritz Teufel         | Deutscher     |
| 1. Juli 1936  | März 1939     | Lony Seiderer        | Deutscher     |
| März 1939     | Apr. 1939     | Karl Becker          | Deutscher     |
| 1. Mai 1939   | Okt. 1939     | Josef Pöttinger      | Deutscher     |
| 1945          | 1947          | Fritz Teufel         | Deutscher     |
| 1947          | 30. Apr. 1960 | Georg Wurzer         | Deutscher     |
| 1. Mai 1960   | 24. Feb. 1965 | Kurt Baluses         | Deutscher     |
| 25. Feb. 1965 | 7. März 1965  | Franz Seybold        | Deutscher     |
| 8. März 1965  | 6. Dez. 1966  | Rudi Gutendorf       | Deutscher     |
| 7. Dez. 1966  | 30. Juni 1967 | Albert Sing          | Deutscher     |
| 1. Juli 1967  | 30. Juni 1969 | Gunther Baumann      | Deutscher     |
| 1. Juli 1969  | 30. Juni 1970 | Franz Seybold        | Deutscher     |
| 1. Juli 1970  | 18. Apr. 1972 | Branko Zebec         | Jugoslawe     |
| 19. Apr. 1972 | 30. Juni 1972 | Karl Bögelein        | Deutscher     |
| 1. Juli 1972  | 1. Dez. 1974  | Hermann Eppenhoff    | Deutscher     |
| 2. Dez. 1974  | 13. Dez. 1974 | Fritz Millinger      | Deutscher     |
| 14. Dez. 1974 | 30. Juni 1975 | Albert Sing          | Deutscher     |
| 1. Juli 1975  | 31. März 1976 | István Sztani        | Ungar         |
| 1. Apr. 1976  | 30. Juni 1976 | Karl Bögelein        | Deutscher     |
| 1. Juli 1976  | 30. Juni 1979 | Jürgen Sundermann    | Deutscher     |
| 1. Juli 1979  | 30. Juni 1980 | Lothar Buchmann      | Deutscher     |
| 1. Juli 1980  | 30. Juni 1982 | Jürgen Sundermann    | Deutscher     |
| 1. Juli 1982  | 30. Juni 1985 | Helmut Benthaus      | Deutscher     |
| 1. Juli 1985  | 4. März 1986  | Otto Barić           | Jugoslawe     |
| 5. März 1986  | 30. Juni 1986 | Willi Entenmann      | Deutscher     |
| 1. Juli 1986  | 30. Juni 1987 | Egon Coordes         | Deutscher     |
| 1. Juli 1987  | 26. März 1990 | Arie Haan            | Niederländer  |
| 27. März 1990 | 19. Nov. 1990 | Willi Entenmann      | Deutscher     |
| 20. Nov. 1990 | 10. Dez. 1993 | Christoph Daum       | Deutscher     |
| 15. Dez. 1993 | 25. Apr. 1995 | Jürgen Röber         | Deutscher     |
| 26. Apr. 1995 | 30. Juni 1995 | Jürgen Sundermann    | Deutscher     |
| 1. Juli 1995  | 13. Aug. 1996 | Rolf Fringer         | Österreicher  |
| 14. Aug. 1996 | 30. Juni 1998 | Joachim Löw          | Deutscher     |
| 1. Juli 1998  | 4. Dez. 1998  | Winfried Schäfer     | Deutscher     |
| 5. Dez. 1998  | 31. Dez. 1998 | Wolfgang Rolff       | Deutscher     |
| 1. Jan. 1999  | 2. Mai 1999   | Rainer Adrion        | Deutscher     |
| 3. Mai 1999   | 23. Feb. 2001 | Ralf Rangnick        | Deutscher     |
| 24. Feb. 2001 | 30. Juni 2004 | Felix Magath         | Deutscher     |
| 1. Juli 2004  | 3. Juni 2005  | Matthias Sammer      | Deutscher     |
| 17. Juni 2005 | 9. Feb. 2006  | Giovanni Trapattoni  | Italiener     |
| 10. Feb. 2006 | 23. Nov. 2008 | Armin Veh            | Deutscher     |
| 23. Nov. 2008 | 6. Dez. 2009  | Markus Babbel        | Deutscher     |
| 6. Dez. 2009  | 13. Okt. 2010 | Christian Gross      | Schweizer     |
| 13. Okt. 2010 | 12. Dez. 2010 | Jens Keller          | Deutscher     |
| 12. Dez. 2010 | 26. Aug. 2013 | Bruno Labbadia       | Deutscher     |
| 26. Aug. 2013 | 9. März 2014  | Thomas Schneider     | Deutscher     |
| 9. März 2014  | 30. Juni 2014 | Huub Stevens         | Niederländer  |
| 1. Juli 2014  | 24. Nov. 2014 | Armin Veh            | Deutscher     |
| 25. Nov. 2014 | 30. Juni 2015 | Huub Stevens         | Niederländer  |
| 1. Juli 2015  | 24. Nov. 2015 | Alexander Zorniger   | Deutscher     |
| 24. Nov. 2015 | Mai 2016      | Jürgen Kramny        | Deutscher     |
| Juni 2016     | 15. Sep. 2016 | Jos Luhukay          | Niederländer  |
| 15. Sep. 2016 | 20. Sep. 2016 | Olaf Janßen          | Deutscher     |
| 21. Sep. 2016 | 28. Jan. 2018 | Hannes Wolf          | Deutscher     |
| 29. Jan. 2018 | 7. Okt. 2018  | Tayfun Korkut        | Türke         |
| 10. Okt. 2018 | 20. Apr. 2019 | Markus Weinzierl     | Deutscher     |
| 21. Apr. 2019 | 27. Mai 2019  | Nico Willig          | Deutscher     |
| 19. Juni 2019 | 23. Dez. 2019 | Tim Walter           | Deutscher     |
| 6. Jan. 2020  | 10. Okt. 2022 | Pellegrino Matarazzo | US-Amerikaner |
| 12. Okt. 2022 | 5. Dez. 2022  | Michael Wimmer       | Deutscher     |
| 5. Dez. 2022  | 3. Apr. 2023  | Bruno Labbadia       | Deutscher     |
| 3. Apr. 2023  |               | Sebastian Hoeneß     | Deutscher     |

### Mannschaftskapitäne seit 1963
| Von  | Bis  | Name                |
| ---- | ---- | ------------------- |
| 1963 | 1968 | Günter Sawitzki     |
| 1968 | 1970 | Theodor Hoffmann    |
| 1970 | 1971 | Hans Eisele         |
| 1971 | 1973 | Horst Köppel        |
| 1973 | 1974 | Reinhold Zech       |
| 1974 | 1975 | Johann Ettmayer     |
| 1975 | 1982 | Hermann Ohlicher    |
| 1982 | 1983 | Bernd Förster       |
| 1983 | 1986 | Karlheinz Förster   |
| 1986 | 1994 | Guido Buchwald      |
| 1994 | 1996 | Thomas Berthold     |
| 1996 | 1999 | Frank Verlaat       |
| 1999 | 2000 | Krassimir Balakow   |
| 2000 | 2006 | Zvonimir Soldo      |
| 2006 | 2008 | Fernando Meira      |
| 2008 | 2009 | Thomas Hitzlsperger |
| 2009 | 2012 | Matthieu Delpierre  |
| 2012 | 2013 | Serdar Taşçı        |
| 2013 | 2019 | Christian Gentner   |
| 2019 | 2020 | Marc Oliver Kempf   |
| 2020 | 2021 | Gonzalo Castro      |
| 2021 | 2023 | Wataru Endō         |
| 2023 | 2024 | Waldemar Anton      |
| 2024 |      | Atakan Karazor      |

### Wichtige Verantwortliche
Zur Saison 2017/18 wurde die Lizenzspielerabteilung in die VfB Stuttgart 1893 AG ausgegliedert. Zum 15. Oktober 2019 wurde innerhalb des Vorstands die Position des Vorstandsvorsitzenden geschaffen.
| Zeitraum  | Name                |
| --------- | ------------------- |
| 2019–2022 | Thomas Hitzlsperger |
| 2022–     | Alexander Wehrle    |

| Zeitraum  | Name                   | Tätigkeitsbezeichnung               |
| --------- | ---------------------- | ----------------------------------- |
| e. V.     |                        |                                     |
| 1968–1975 | Franz Seybold          | Geschäftsführer                     |
| 1976–1990 | Ulrich Schäfer         | Geschäftsführer und Teammanager     |
| 1990–1995 | Dieter Hoeneß          | Teammanager                         |
| 1995–1998 | Ulrich Schäfer         | interimsweise als Vorstandsmitglied |
| 1998–2001 | Karlheinz Förster      | Teammanager                         |
| 2001–2002 | Rolf Rüssmann          | Teammanager                         |
| 2002–2004 | Felix Magath           | Teammanager und Trainer             |
| 2004–2005 | Herbert Briem          | Sportmanager(1)                     |
| 2004–2005 | Jochen Schneider       | Sportgeschäftsführer(1)             |
| 2005–2010 | Horst Heldt            | Teammanager(2)                      |
| 2010–2014 | Fredi Bobic            | Sportdirektor(3)                    |
| 2015–2016 | Robin Dutt             | Vorstand Sport                      |
| 2016–2017 | Jan Schindelmeiser     | Vorstand Sport                      |
| AG        |                        |                                     |
| 2017      | Jan Schindelmeiser     | Vorstand Sport                      |
| 2017–2019 | Michael Reschke        | Vorstand Sport                      |
| 2019–2022 | Thomas Hitzlsperger(4) | Vorstand Sport                      |
| 2022–2024 | Alexander Wehrle(5)    | Vorstand Sport                      |
| 2024–     | Fabian Wohlgemuth      | Vorstand Sport                      |

1 Die Kompetenzen des Teammanagers wurden zwischen Briem und Schneider aufgeteilt
2 Heldt wurde außerdem im Juli 2009 als Vorstand Sport Vorstandsmitglied.
3 Bobic wurde außerdem im April 2013 als Vorstand Sport Vorstandsmitglied.
4 Ab dem 15. Oktober 2019 auch Vorstandsvorsitzender

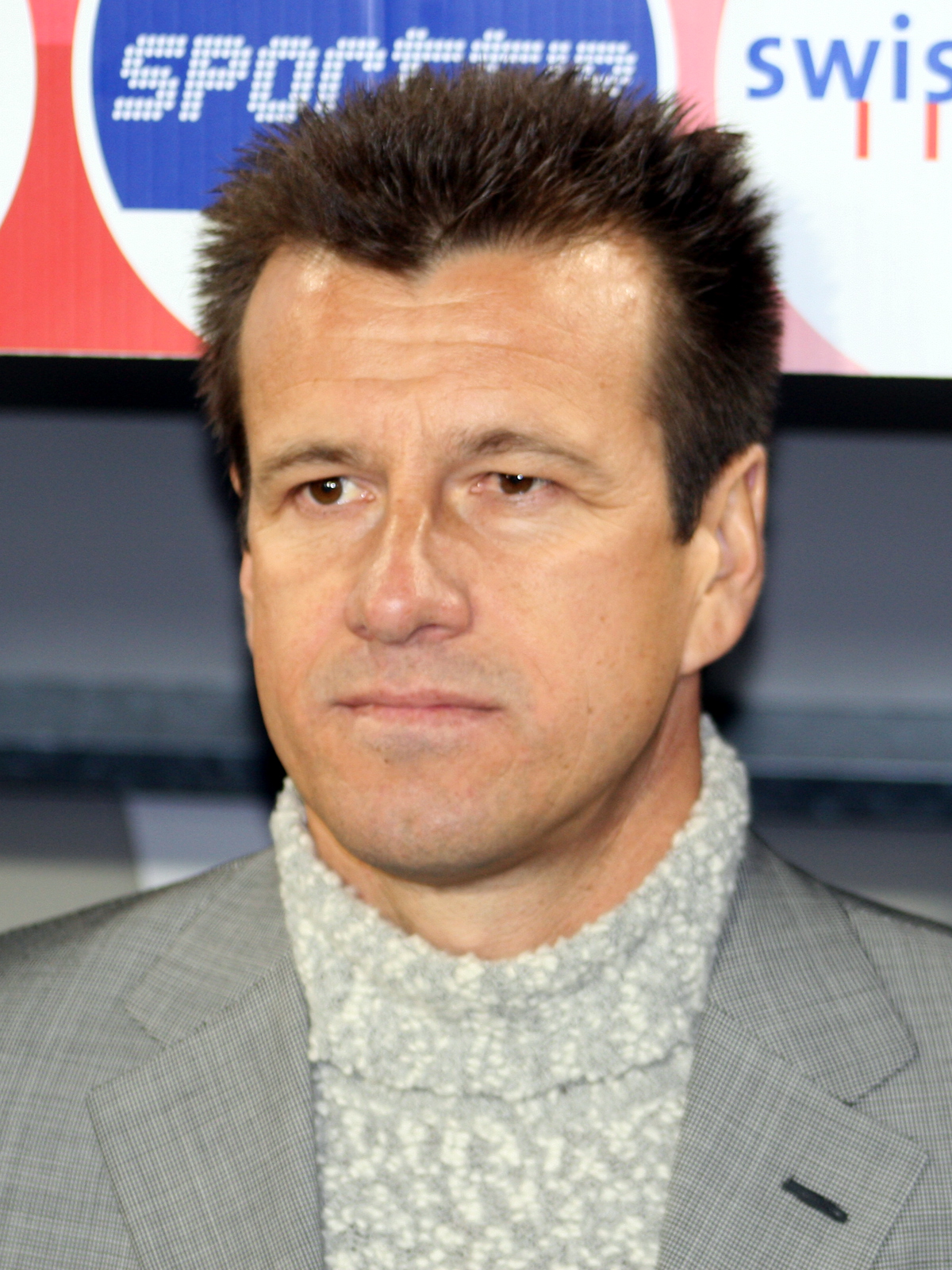
Carlos Dunga spielte 1994 als Kapitän des Weltmeisters Brasilien beim VfB

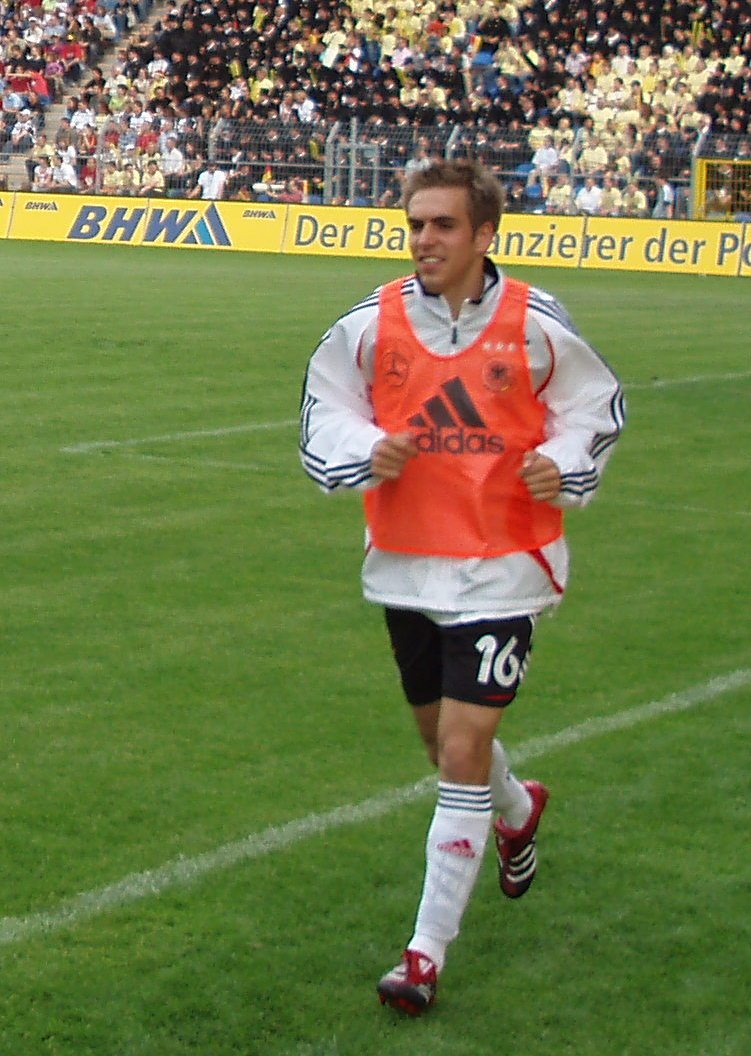
Philipp Lahm wurde als VfB-Spieler zum Nationalspieler

5 zugleich Vorstandsvorsitzender
| Zeitraum  | Name                    |
| --------- | ----------------------- |
| 1971–1975 | Gerhard Mayer-Vorfelder |
| 1975–2002 | Heinz Bandke            |
| 2002–2013 | Dieter Hundt            |
| 2013–2015 | Joachim Schmidt         |
| 2015–2017 | Martin Schäfer          |

| Zeitraum  | Name                                                                             |
| --------- | -------------------------------------------------------------------------------- |
| 2017–2019 | Wolfgang Dietrich (Präsident des VfB Stuttgart e. V.)                            |
| 2019–2024 | Claus Vogt (Präsident des VfB Stuttgart e. V.)                                   |
| 2024      | Tanja Gönner (Hauptgeschäftsführerin des Bundesverbands der Deutschen Industrie) |
| seit 2024 | Dietmar Allgaier (Präsident des VfB Stuttgart e. V.)                             |

### Ehemalige wichtige Leistungsträger
Wer einen der folgenden Punkte erfüllt und mindestens 50 Pflichtspiele für die erste Fußballmannschaft des VfB Stuttgart absolviert hat, wird in die Liste aufgenommen:
- 250 Pflichtspiele oder mehr für den VfB Stuttgart
- Weltmeister
- Torschützenkönig in der Bundesliga

Wer zwei der folgenden Punkte erfüllt und mindestens 50 Pflichtspiele für die erste Fußballmannschaft des VfB Stuttgart absolviert hat, wird ebenfalls in die Liste aufgenommen:
- 150 Pflichtspiele oder mehr für den VfB Stuttgart
- 50 offizielle Länderspiele oder mehr
- Deutscher Meister oder DFB-Pokalsieger mit dem VfB Stuttgart
- Kontinentalmeister mit der Nationalmannschaft während der Zeit beim VfB Stuttgart
- Torschütze oder Kapitän des VfB Stuttgart in einem Endspiel um die Deutsche Meisterschaft, den DFB-Pokal, oder einen europäischen Titel

| Spieler             | Nat.        | Spiele beim VfB | Tore beim VfB | besondere Leistungen und Titel mit dem VfB |
| ------------------- | ----------- | --------------- | ------------- | --- |
| Karl Allgöwer       | Deutschland | 410             | 164           | Rekordspieler und Rekordtorschütze für den VfB in der Bundesliga; A-Nationalspieler; Deutscher Meister 1984.                                                                     |
| Otto Baitinger      | Deutschland | 183             | 84            | Meister 1950 und 1952; DFB-Pokalsieger 1954. |
| Krassimir Balakow   | Bulgarien   | 280             | 67            | Ehemaliger Kapitän und langjähriger Spielmacher; DFB-Pokalsieger 1997; A-Nationalspieler.                                                                                        |
| Karl Barufka        | Deutschland | 215             | 41            | 1950 und 1952 Meister und 1954 DFB-Pokalsieger; A-Nationalspieler. |
| Thomas Berthold     | Deutschland | 220             | 5             | DFB-Pokal-Sieger 1997; A-Nationalspieler. |
| Rolf Blessing       | Deutschland | 359             | 127           | 1950 und 1952 Meister; 1954 und 1958 DFB-Pokalsieger. |
| Fredi Bobic         | Deutschland | 177             | 86            | DFB-Pokalsieger 1997; Teil des Magischen Dreiecks; Torschützenkönig 1996; A-Nationalspieler; Europameister 1996.                                                                 |
| Karl Bögelein       | Deutschland | 174             | 0             | Meister 1950 und 1952; DFB-Pokalsieger 1954. |
| Guido Buchwald      | Deutschland | 386             | 44            | Meister 1984 und 1992; Weltmeister 1990 mit der deutschen Nationalmannschaft. |
| Andreas Buck        | Deutschland | 184             | 12            | Meister 1992. |
| Cacau               | Deutschland | 263             | 80            | Meister 2007; bester Torschütze 2004/05; 23 Länderspiele mit der deutschen Nationalmannschaft zwischen 2009 und 2012; mit Deutschland WM-Teilnehmer 2010 (ein Einsatz, ein Tor). |
| Carlos Dunga        | Brasilien   | 56              | 8             | 1994 Kapitän des Weltmeisters Brasilien. |
| Giovane Elber       | Brasilien   | 95              | 44            | DFB-Pokalsieger 1997, Doppeltorschütze im Finale. |
| Hans Eisele         | Deutschland | 264             | 7             | |
| Willi Entenmann     | Deutschland | 277             | 33            | |
| Bernd Förster       | Deutschland | 270             | 22            | Meister 1984; A-Nationalspieler. |
| Karlheinz Förster   | Deutschland | 326             | 23            | Meister 1984; A-Nationalspieler. |
| Maurizio Gaudino    | Deutschland | 208             | 37            | Meister 1992; A-Nationalspieler. |
| Rolf Geiger         | Deutschland | 198             | 78            | DFB-Pokalsieger 1958, Torschütze im Finale. |
| Mario Gómez         | Deutschland | 151             | 85            | A-Nationalspieler; Meister 2007. |
| Erwin Hadewicz      | Deutschland | 269             | 20            | |
| Martin Harnik       | Osterreich  | 173             | 53            | A-Nationalspieler; Doppeltorschütze im DFB-Pokalfinale 2013 |
| Timo Hildebrand     | Deutschland | 274             | 0             | Meister 2007; A-Nationalspieler. |
| Aljaksandr Hleb     | Belarus     | 174             | 19            | Vizemeister 2003; A-Nationalspieler. |
| Eike Immel          | Deutschland | 339             | 0             | Meister 1992; A-Nationalspieler. |
| Walter Kelsch       | Deutschland | 251             | 65            | Meister 1984; A-Nationalspieler. |
| Sami Khedira        | Deutschland | 98              | 14            | Meister 2007; A-Nationalspieler. |
| Jürgen Klinsmann    | Deutschland | 186             | 94            | A-Nationalspieler; Torschützenkönig 1988. |
| Erich Koch          | Deutschland | 267+            | 123+          | |
| Ludwig Kögl         | Deutschland | 139             | 14            | Meister 1992. |
| Philipp Lahm        | Deutschland | 53              | 2             | Weltmeister 2014. |
| Erwin Läpple        | Deutschland | 208             | 53            | Meister 1950 und 1952. |
| Bernd Martin        | Deutschland | 269             | 31            | |
| Fernando Meira      | Portugal    | 208             | 13            | Kapitän der Meistermannschaft 2007. |
| Enzo Millot         | Frankreich  | 110             | 19            | DFB-Pokalsieger 2025, Doppeltorschütze im Finale. |
| Hansi Müller        | Deutschland | 181             | 70            | A-Nationalspieler; Europameister 1980. |
| Hermann Ohlicher    | Deutschland | 459             | 157           | Meister 1984. |
| Ricardo Osorio      | Mexiko      | 73              | 1             | Meister 2007; A-Nationalspieler. |
| Pável Pardo         | Mexiko      | 89              | 6             | Meister 2007; A-Nationalspieler. |
| Benjamin Pavard     | Frankreich  | 88              | 2             | Weltmeister 2018; teuerster Spielerverkauf der Vereinsgeschichte (für etwa 35 Mio. € zum FC Bayern München).                                                                     |
| Gerhard Poschner    | Deutschland | 176             | 8             | DFB-Pokalsieger 1997. |
| Dieter Praxl        | Deutschland | 77              | 20            | DFB-Pokalsieger 1958, Torschütze im Finale. |
| Peter Reichert      | Deutschland | 160             | 50            | Meister 1984. |
| Erich Retter        | Deutschland | 354             | 6             | Meister 1950 und 1952; DFB-Pokalsieger 1954; A-Nationalspieler. |
| Helmut Roleder      | Deutschland | 343             | 0             | Meister 1984; A-Nationalspieler. |
| Matthias Sammer     | Deutschland | 69              | 22            | Meister 1992; A-Nationalspieler. |
| Günter Sawitzki     | Deutschland | 351             | 0             | DFB-Pokalsieger 1958; A-Nationalspieler. |
| Günther Schäfer     | Deutschland | 396             | 10            | Meister 1984 und 1992; DFB-Pokalsieger 1997. |
| Robert Schlienz     | Deutschland | 401             | 144           | Meister 1950 und 1952; DFB-Pokalsieger 1954 und 1958; A-Nationalspieler. |
| Otto Schmid         | Deutschland | 204             | 2+            | Meister 1950 und 1952. |
| Günter Seibold      | Deutschland | 270             | 3             | |
| Ásgeir Sigurvinsson | Island      | 241             | 42            | Meister 1984; A-Nationalspieler. |
| Zvonimir Soldo      | Kroatien    | 379             | 17            | langjähriger Kapitän. DFB-Pokalsieger 1997; A-Nationalspieler. |
| Richard Steimle     | Deutschland | 241             | 0             | Meister 1950 und 1952. |
| Alexander Strehmel  | Deutschland | 184             | 6             | Meister 1992. |
| Gerhard Strohmaier  | Deutschland | 200             | 59            | DFB-Pokalsieger 1954 und 1958. |
| Serdar Tasci        | Deutschland | 181             | 14            | Meister 2007; A-Nationalspieler. |
| Frank Verlaat       | Niederlande | 132             | 8             | Ehemaliger Kapitän; DFB-Pokalsieger 1997; A-Nationalspieler. |
| Erwin Waldner       | Deutschland | 304             | 113           | DFB-Pokalsieger 1954 und 1958; A-Nationalspieler. |
| Fritz Walter        | Deutschland | 257             | 123           | Meister und Torschützenkönig 1992. |
| Manfred Weidmann    | Deutschland | 263             | 36            | |
| Lothar Weise        | Deutschland | 88              | 31            | DFB-Pokalsieger 1958, Torschütze im Finale. |
| Ron-Robert Zieler   | Deutschland | 68              | 0             | Weltmeister 2014. |